# Cuilápam de Guerrero
Cuilápam de Guerrero är en kommun i Mexiko.   Den ligger i delstaten Oaxaca, i den sydöstra delen av landet, 400 km sydost om huvudstaden Mexico City. Antalet invånare är 18 428. Arean är 50 kvadratkilometer.
Terrängen i Cuilápam de Guerrero är platt åt sydost, men åt nordväst är den kuperad.
Följande samhällen finns i Cuilápam de Guerrero:
- Cuilapan de Guerrero
- Cruz Blanca
- Lomas de San Juan
- Ojo de Agua
- Colonia los Ríos
- Manzano
- Tiracoz
- La Lomita
- Colonia la Cieneguita
- El Peñasco
- Rancho Quemado
- Estrella Blanca